# 光顎格鬥魚
梳尾格鬥魚（学名：Belontia hasselti）為輻鰭魚綱鱸形目絲足鱸科格鬥魚屬的其中一種，于1831年由乔治·居维叶描述。主要分布於东南亚海域，体长可达20公分。